# Internationale Cricket-Saison 2000
Die internationale Cricket-Saison 2000 fand zwischen April 2000 und August 2000 statt. Als Sommersaison wurden vorwiegend Heimspiele der Mannschaften aus Europa ausgetragen.

## Überblick

### Internationale Touren
| Beginn          | Heimteam    | Auswärtsteam | Resultate | Resultate | Artikel |
| Beginn          | Heimteam    | Auswärtsteam | Test      | ODI       | Artikel |
| --------------- | ----------- | ------------ | --------- | --------- | ------- |
| 5. Mai 2000     | West Indies | Pakistan     | 1–0 [3]   |           | Artikel |
| 18. Mai 2000    | England     | Simbabwe     | 1–0 [2]   |           | Artikel |
| 14. Juni 2000   | Sri Lanka   | Pakistan     | 0–2 [3]   |           | Artikel |
| 15. Juni 2000   | England     | West Indies  | 3–1 [5]   |           | Artikel |
| 20. Juli 2000   | Sri Lanka   | Südafrika    | 1–1 [3]   |           | Artikel |
| 16. August 2000 | Australien  | Südafrika    |           | 1–1 [3]   | Artikel |

### Internationale Turniere
| Beginn          | Turnier                                            | Land        |
| --------------- | -------------------------------------------------- | ----------- |
| 1. April 2000   | Cable & Wireless One Day International Series 2000 | West Indies |
| 29. Mai 2000    | Asia Cup 2000                                      | Bangladesch |
| 5. Juli 2000    | Singer Triangular Series 2000                      | Sri Lanka   |
| 6. Juli 2000    | NatWest Series 2000                                | England     |
| 20. August 2000 | Godrej Singapore Challenge 2000                    | Singapur    |

### Internationale Touren (Frauen)
| Beginn        | Heimteam | Auswärtsteam | Resultate | Resultate | Artikel |
| Beginn        | Heimteam | Auswärtsteam | WTest     | WODI      | Artikel |
| ------------- | -------- | ------------ | --------- | --------- | ------- |
| 20. Juni 2000 | England  | Südafrika    |           | 3–2 [5]   | Artikel |
| 23. Juli 2000 | Irland   | Pakistan     | 1–0 [1]   | 4–0 [5]   | Artikel |

## Nationale Meisterschaften
Aufgeführt sind die nationalen Meisterschaften der Full Member des ICC.
| Land    | First-Class                | List A                                |
| ------- | -------------------------- | ------------------------------------- |
| England | County Championship 2000   | National Westminster Bank Trophy 2000 |
|         | Norwich Union League 2000  |                                       |
|         | Benson and Hedges Cup 2000 |                                       |